# زیمرمن (مینه‌سوتا)
زیمرمن (به انگلیسی: Zimmerman) شهری در شهرستان شربرن ایالت مینه‌سوتا در کشور ایالات متحده آمریکا است که جمعیت آن در سرشماری سال ۲۰۱۰ میلادی، ۵۲۲۸ نفر بوده‌است.